# Вулиця Колоскова (Львів)
Вулиця Колоскова — вулиця у Шевченківському районі міста Львів, місцевість Збоїща. Пролягає від вулиці Гетьмана Мазепи до вулиці Івана Миколайчука. Прилучається вулиця Ільмова.

## Історія та забудова
Вулиця виникла у складі селища Збоїща у першій половині XX століття, під назвою вулиця Спадиста II. Сучасну назву вулиця отримала у 1958 році, після приєднання селища Збоїща до Львова.
Забудована одноповерховими приватними садибами.